# In Only Seven Days
«In Only Seven Days» es una canción y octava pista del álbum Jazz, editado por la banda británica Queen. Fue compuesta por el bajista John Deacon y es una de las cuatro baladas que se presentan en este disco, junto a «Jealousy», «Dreamer's Ball» y «Leaving Home Ain't Easy». Es el lado B del exitoso sencillo «Don't Stop Me Now».
La letra habla de un romance fugaz, de solo siete días de duración ocurrido en las vacaciones de verano. Se incluyó en un compilado llamado Golden Ballads.

## Personal
- Freddie Mercury: Voz y piano.
- Brian May: Guitarra acústica.
- John Deacon: Bajo.
- Roger Taylor: Batería.